# Hongan-ji

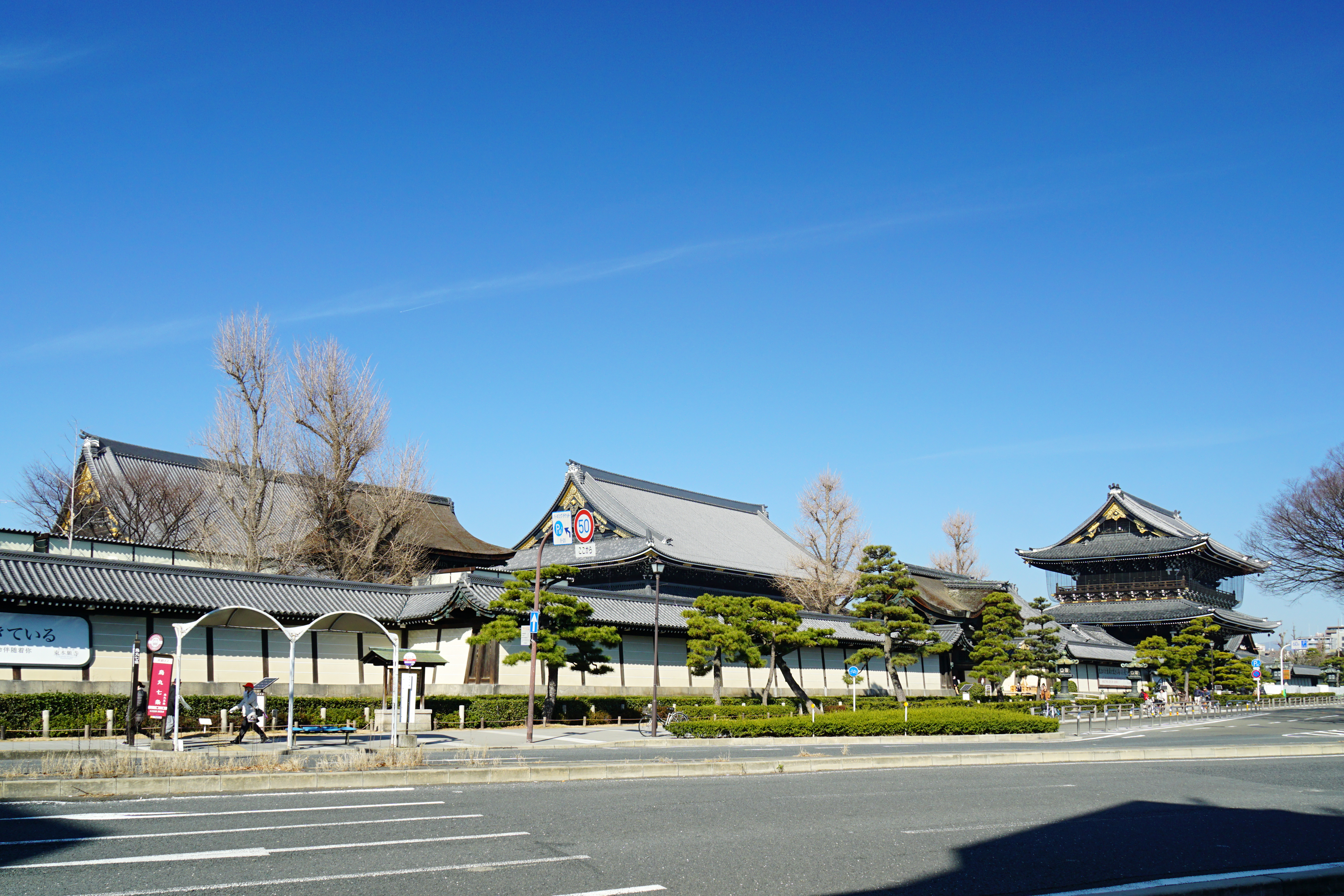
Higashi Hongan-ji, Kyōto

Hongan-ji (jap. 本願寺; dt. etwa „Tempel des ursprünglichen Gelübdes“) ist die Bezeichnung für eine Reihe buddhistischer Tempel der amidistischen Jōdo-Shinshū in Japan. Hauptsächlich ist damit die seit 1602 aufgeteilte Tempelanlage im Stadtbezirk Shimogyō-ku der Stadt Kyōto gemeint: im Westen der Nishi Hongan-ji (西本願寺) und im Osten der Higashi Hongan-ji (東本願寺).
Der Tempel gehört seit 1994 zusammen mit anderen Stätten zum UNESCO-Welterbe Historisches Kyōto (Kyōto, Uji und Ōtsu).

## Geschichte

### Gründung
Die Ursprünge des Hongan-ji gehen zurück auf die Begräbnisstätte von Shinran Shōnin, dem geistigen Vater der Jōdo-Shinshū, in Ōtani (am Fuß des Berges Higashiyama im Stadtbezirk Higashiyama-ku von Kyōto). Sie wurde 1272, zehn Jahre nach seinem Tod, weiter nach Westen zur Residenz seiner Tochter, Kakushin-ni (覚信尼; 1224–1283), und deren zweitem Mann, Onomiya Zennen, verlegt. Dort wurde auf dem Grundstück von Zennen von Shinrans Schülern ein kleines Mausoleum für Shinran errichtet.
1275 trat Zennen das Grundstück an seine Frau ab. Kakushin-ni trat es ihrerseits 1277 an Shinrans Schüler ab, allerdings unter der Bedingung, dass Schutz und Instandhaltung durch Kakushin-ni und ihre Nachkommen besorgt würde. Ursprünglich eine Maßnahme wegen der geringen Aktivität von Shinrans Schülern in Kyōto, wurde dies zum Grundstein für das Prinzip der Erbfolge in der Führungsschicht der Jōdo-Shinshū.
Erste explizite Versuche, um das Grab und das Mausoleum einen Tempel zu etablieren, wurden von Kakunyo (覚如; 1271–1351) unternommen. Der Sohn von Kakushin-nis erstem Sohn Kakue (覚恵; 1238–1307) aus erster Ehe hatte vor, die verschiedenen religiösen Kongregationen (門徒, monto) des Amidismus in den Provinzen Japans unter der zentralen Autorität eines Tempels zu einen. Zu diesem Zweck erklärte er im Jahr 1312 das Mausoleum zum Senju-ji (専修寺; dt. etwa „Tempel der alleinigen Praxis“). „Senju“ war eine direkte Anspielung auf den zentralen Glaubensgrundsatz der Shinshū-Kongregationen, nämlich lediglich das Nembutsu singend zu rezitieren. Wegen rechtlicher Probleme (Senju-Vertreter waren sehr oft drakonischen Bestrafungen durch die Regierung ausgesetzt gewesen) und dem immensen Protest der Mönche vom Hiei-zan musste Kakunyo diesen Namen zurücknehmen und gab danach dem Tempel den Namen Hongan-ji. Diese Bezeichnung tauchte erstmals in einem öffentlichen Dokument im Jahr 1321 auf, elf Jahre später wurde der Tempel dann auch offiziell anerkannt, allerdings nur als Zweigtempel des Tendai Shōren-in (青蓮院) in Kyōto.

### Aufstieg zur Macht
Rennyo, Sohn des siebten Nachfolgers am Hongan-ji, Zonnyo (存如; 1396–1457), wurde nach dessen Tod im Jahr 1458 der achte Nachfolger. Kurze Zeit später zerstörten die Mönche vom Hieizan den Hongan-ji, was unter den Shinshū-Kongregationen in den Provinzen die Vermutung aufkommen ließ, der Hongan-ji sei seiner Macht wegen sogar für die etablierte Tendai-shū eine Bedrohung geworden. Rennyo floh zum Mii-dera, deren Mönche alte Erzrivalen der Hieizan-Mönche waren, und erbat deren Schutz. Schließlich ging er im Jahr 1471 nach Yoshizaki in der Provinz Echizen, von wo aus er als Zentrum seiner Aktivitäten und des Hongan-ji eine immer größere Gefolgschaft etablierte. Dies geschah zur Zeit des Ōnin-Kriegs, während dessen die unter den Machtkämpfen der Daimyō leidenden Bauern erstmals in der japanischen Geschichte eine eigene, ernstzunehmende militärische Macht waren.
Die Hongan-ji-Gläubigen wurden erstmals in den Jahren 1474/75 direkt an kriegerischen Auseinandersetzungen beteiligt. Im Konflikt zwischen den Brüdern Togashi Kōchiyo und Togashi Masachika in der Provinz Kaga hatte sich der Hongan-ji auf die Seite des letzteren gestellt. Nach seinem Sieg im zehnten Monat des Jahres 1474 versuchte dieser, sich seiner zu stark werdenden Verbündeten zu entledigen und griff im achten Monat des Jahres 1475 den Hongan-ji in Yoshizaki an. Rennyo konnte fliehen, und in den folgenden Jahren begannen sich die Hongan-ji-Gläubigen, die nun auch in großer Zahl unter den Bauern zu finden waren, zu wehren. Ab 1481 begannen die ersten, noch erfolglosen Aufstände aus der Provinz Etchū, die allerdings bereits in einer mehrere Monate andauernden Schlacht in den Jahren 1487/88 einen Sieg gegen Togashi erringen konnten. Danach war die Provinz Kaga im Volksmund lange Zeit als „Provinz ohne Herrn“ bekannt. Etwa einhundert Jahre kontrollierten lose Verbünde aus Bauern, örtlichen Samurai und Shinshū-Priestern des Hongan-ji die Provinz Kaga.
Dieser Erfolg machte starken Eindruck unter den Bauern der benachbarten Provinzen Echizen, Etchū und Noto, wo nun ähnliche Konfliktherde entbrannten. Diese Aufstände wurden in der Sengoku-Zeit schnell als Ikkō-ikki (一向一揆) bekannt und gefürchtet, was so viel bedeutet wie: „Aufstände (ikki) der alleinigen Einstellung (ikkō, ein wahrscheinlich pejorativ konnotierter Begriff für die Anhänger der Jōdo-Shinshū, der auf deren ausschließlichen Charakter anspielt)“. Rennyo kontrollierte eine Vielzahl dieser Aufstände bzw. deren Anführer über unzählige Briefe, Pamphlete und Bücher, die er zur moralischen Stärkung an die Gläubigen verschickte, sowie durch die Androhung der Exkommunikation (durch ihren Ausschluss aus dem ōjō, dem Eintritt in Amidas reines Land) im Falle des Ungehorsams.
Rennyo war während all dieser Machtkämpfe erfolgreich, konnte mehrere mächtige Shinshū-Kongregationen unter die Autorität des Hongan-ji bringen und begann im Jahr 1478 Bauarbeiten für ein neues Gebäude des Yamashina Hongan-ji in der Provinz Yamashiro. 1489 trat er von seinem Posten zurück und widmete sich missionarischen Aktivitäten sowie dem Bau eines Hongan-ji in Osaka (der spätere Ishiyama Hongan-ji). Zum Zeitpunkt seines Todes im Jahr 1499 hatte sich der Einfluss des Hongan-ji bis nach Ezo (Hokkaidō) ausgebreitet. Sein Sohn Jitsunyo (実如; 1458–1525) übernahm den Posten seines Vaters und verlegte das Zentrum der Hongan-ji-Aktivitäten nach Yamashina, Kyōto.

### Höhepunkt, Abstieg und Spaltung
1532 wurde der Hongan-ji in Yamashina durch Nichiren-Anhänger der hokke ikki (法華一揆; „Lotos-Aufstände“, eine mit den ikkō ikki rivalisierende Bewegung) zerstört. Der damals siebzehnjährige zehnte Nachfolger des Hongan-ji, Shōnyo (証如; 1516–1554), konnte zum Hongan-ji in Ōsaka fliehen, wo danach das neue Zentrum der Bewegung entstand. Zu dieser Zeit wuchs die Macht des Hongan-ji auf seinen Höhepunkt an, da einige Daimyō die Stärke der Hongan-ji-Gläubigen erkannt hatten und ihrerseits der Bewegung beitraten, um an Macht gegenüber ihren Rivalen zu gewinnen. 1559 wurde Kennyo (顕如; 1543–1592) der elfte Nachfolger und erhielt vom Ōgimachi-tennō den offiziellen Titel eines monzeki (etwa: Abt) des Hongan-ji, was einer offiziellen Anerkennung als eigener buddhistischer Sekte entsprach und den Hongan-ji auch rechtlich in den Rang der mächtigsten Klöster von Kyōto und Nara erhob.
Diese Macht wurde dem Daimyō Oda Nobunaga Ende der Sengoku-Zeit bzw. Anfang der Azuchi-Momoyama-Zeit ein Dorn im Auge. 1570 führte er einen ersten, noch erfolglosen Schlag gegen den Hongan-ji, musste sich allerdings zurückziehen und begnügte sich zunächst im folgenden Jahr damit, den Enryaku-ji und die mächtigen Tempel des Hieizan zu zerstören. Danach leitete er jahrelang mehrere Angriffe gegen den strategisch sehr schwer einzunehmenden Ishiyama Hongan-ji in Ōsaka. 1580 konnte er, indem er alle Versorgungswege des Tempels abschnitt, schließlich dessen Kapitulation erzwingen. Ōgimachi-tennō vermittelte in den folgenden Friedensverhandlungen, die schließlich vorsahen, dass Kennyo in die Provinz Kii verbannt wurde.
Dies bewirkte, dass die ikkō ikki schließlich größtenteils endeten. Die materiellen Bedingungen für die Unzufriedenheit der Bauern hatten sich aber nicht geändert, was sich darin widerspiegelte, dass Kennyos ältester Sohn Kyōnyo (教如; 1558–1614) den Kampf gegen Nobunaga fortführen wollte, was zu einem Zwist zwischen Vater und Sohn und der zwischenzeitlichen Enterbung Kyōnyos (ein gebräuchliches Mittel in politisch-theologischen Erbfolgefragen der Jōdo-Shinshū) führte.
Nach Nobunagas Ermordung im Jahr 1582 wurde dessen Stellung durch Toyotomi Hideyoshi übernommen. Hideyoshi schenkte Kennyo im Jahr 1591 ein Stück Land in Horikawa, Kyōto (das Gelände des heutigen Nishi Hongan-ji), wo nun das neue Hongan-ji-Zentrum entstand.
Im elften Monat des Jahres 1592 starb Kennyo. Schon bald begannen Streitigkeiten um seine Nachfolge. Kennyos Witwe Nyoshun vertrat die Ansicht, nicht der enterbte Kyōnyo, sondern Kennyos dritter Sohn, der damals siebzehnjährige Junnyo (准如; 1577–1631), sollte die Nachfolge am Hongan-ji antreten. Dieser Ansicht wurde schließlich entsprochen, Kyōnyo dankte ab und Junnyo wurde der zwölfte Nachfolger.
Doch Kyōnyo hatte wegen der Weigerung, vor Nobunaga zu kapitulieren, eine große Anhängerschaft gefunden. Im Jahr 1596 ging er nach Ōsaka und restaurierte dort den Ōtani Hongan-ji. 1598 starb Hideyoshi und in den nachfolgenden politischen Wirren nutzte Kyōnyo die Gunst der Stunde. Kurz vor dem Ausbruch der Schlacht von Sekigahara besuchte er Tokugawa Ieyasu in Ōtsu, als sich dieser auf seinem Marsch auf die Hauptstadt befand. Nach seinem Sieg entsann sich Ieyasu der Unterstützung durch Kyōnyo und schenkte ihm ein Stück Land in Kyōto, das heutige Grundstück des Higashi Hongan-ji. Im Jahr 1603, dem ersten Jahr der Edo-Zeit, wurde der dort erbaute Tempel mit allen Ehren eingeweiht. 
Die nun unabhängig voneinander aktiven Sekten an den beiden Tempeln wurden im Jahr 1619 schließlich auch als solche offiziell anerkannt. Diese Sekten, die Honganji-ha (本願寺派; am Nishi Hongan-ji) und die Ōtani-ha (大谷派; am Higashi Hongan-ji) blieben bis in die Gegenwart die größten Sekten der Jōdo-Shinshū und gehören zu den größten buddhistischen Vereinigungen in Japan überhaupt.

## Weitere Tempel gleichen Namens
- Tsukiji Hongan-ji, Tokio